# Albrecht Schönberger
Albrecht Friedrich Schönberger (* 9. Dezember 1927 in Meißen; † 16. November 2011 in Greifswald) war ein deutscher Zahnmediziner und Hochschullehrer.

## Leben und Werk
Schönberger studierte nach dem Schulabschluss Human- und Zahnmedizin und promovierte an der Universität Halle-Wittenberg zum Dr. med. und Dr. med. dent. Nach seiner 1959 erfolgten Habilitation wurde er 1960 Dozent für Zahn-, Mund- und Kieferheilkunde an der Medizinischen Fakultät der Universität Rostock. 1963 erfolgte seine Berufung zum Professor mit Lehrauftrag an der Universität Greifswald. Er war Direktor der Universitätsklinik für Zahn-, Mund- und Kieferkrankheiten. 1993 wurde er emeritiert.
Er war u. a. Vorsitzender der Gesellschaft für Mund-, Kiefer- und Gesichtschirurgie.

## Auszeichnungen
- 1974: Verdienter Arzt des Volkes

## Schriften (Auswahl)
- Die Behandlung der Osteomyelitiden mit Penicillin. Halle/S. 1950.
- Alloplastischer Unterkieferersatz. Halle 1956.
- Klinische und experimentelle Studien über den Einfluß örtlicher Kälteapplikation auf Entzündungsvorgänge. Rostock 1959.